# روبرت سوين بيبودي
روبرت سوين بيبودي (بالإنجليزية: Robert Swain Peabody)‏ هو مهندس معماري أمريكي، ولد في 1845، وتوفي في 23 سبتمبر 1917.